# Gerrit Brandt
Gerrit Brandt (Hannover, 28 febbraio 1997) è un giocatore di football americano tedesco che milita nel ruolo di offensive lineman nei Munich Ravens.